# فالنتين إليزالدي

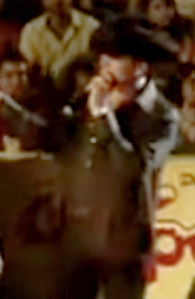
فالنتين إليزالدي

فالينتين إليزالدي فالنسيا (جيتونهويكا ، سونورا ، 1 فبراير 1979 - رينوسا ، تاماوليباس ، 25 نوفمبر 2006) ، المعروف أيضًا باسم «إل جالو دي أورو» ، كان مغنيًا مكسيكيًا. تخصص إليزالدي في الموسيقى المكسيكية الإقليمية بأنواع باندا ونورتينو.

## مرحلة الطفولة
ولد فالنتين في جيتونهويكا ، وهي بلدة تابعة لبلدية إيتشوجوا ، سونورا ، حيث قضى سنواته الأولى من حياته ، كان مكرسًا لبيع شرائط الكاسيت الموسيقية في Palenques ، ثم دخل حقل الطماطم ، وانتقل لاحقًا إلى Guadalajara ، خاليسكو ، ولاحقًا إلى جواسافي ، سينالوا حيث عاش لعدة سنوات مع والده إيفراردو إليزالدي وإخوته. استقر المغني في توباريتو .
كانت والدته كاميلا فالنسيا. كان لفالنتين شقيقان وأخت. خيسوس إليزالدي فالنسيا وفرانسيسكو إليزالدي وليفيا إليزالدي فالنسيا. درس القانون في جامعة سونورا   حيث أنهى دراسته وتخرج كمحام .

## سباق
بدأت الحياة المهنية لفالنتين إليزالدي في 24 يونيو 1998 في باكامي نويفو ، سونورا ، في احتفال سان خوان حيث تلقى أول دفعة له. بدأ Valentín الاستعدادات لتسجيل ألبومه الأول وتم الاعتراف به في ولايات Sonora وJalisco وSinaloa وChihuahua .

## قتل

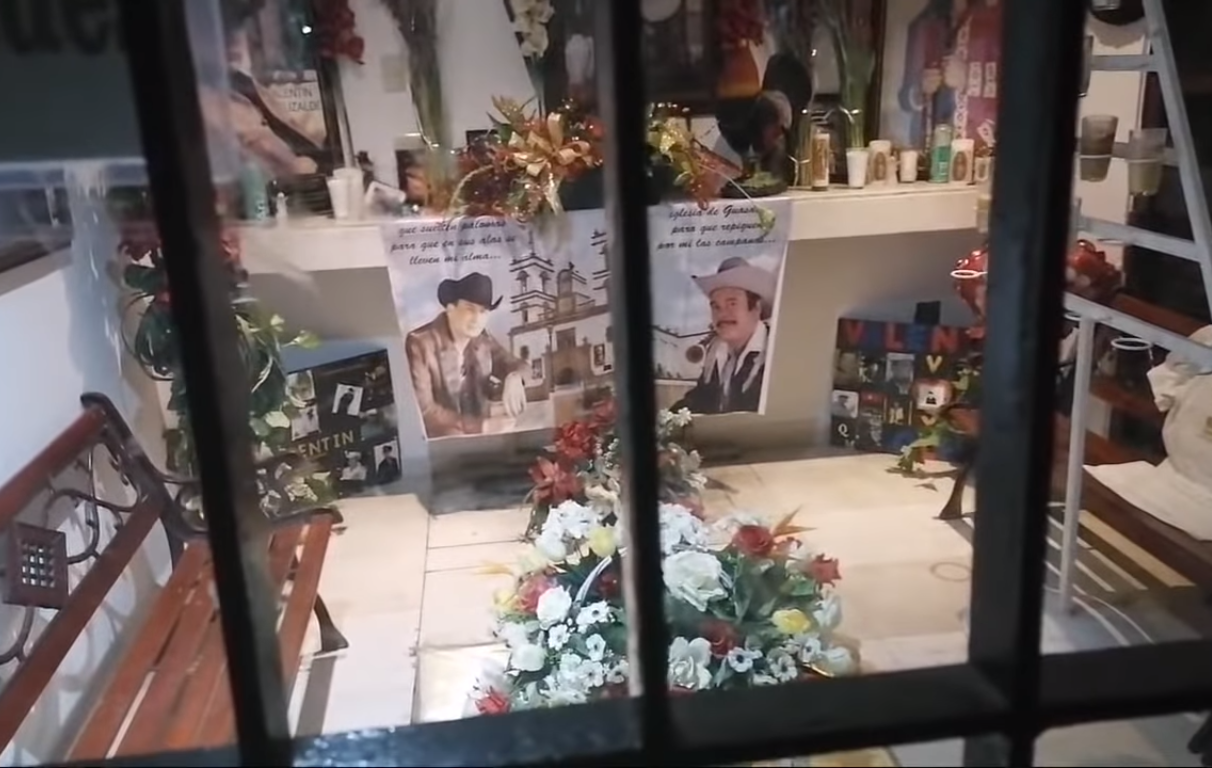
قبر المغني المكسيكي فالنتين إليزالدي يقع في بانثيون بلدية غواساف، في سينالوا، المكسيك.

اغتيل فالنتين إليزالدي على يد أحد الكوماندوز عندما كان يغادر عرضًا تقديميًا في بالينكي في معرض إكسبو فيريا في رينوسا ، تاماوليباس ، حوالي الساعة 3:30 صباحًا يوم 25 نوفمبر 2006. خلال الهجوم ، تلقى عدة طلقات من سلاح ناري من طراز AK-47 وAR-15 و .38 من الأسلحة عالية القوة التي تسببت في وفاته على الفور ، إلى جانب سائقه رينالدو باليستيروس وممثله ماريو ميندوزا جراجيدا. كما أصيب في الحادث ابن عمه فاوستو «تانو» إليزالدي. تم تشييع جنازته في مزرعته في جيتونهويكا ، سونورا ، موطنه الأصلي ، ودُفن في مدينة غواسافي في سينالوا . 